# Lilit Mykyrtczian
Lilit Mykyrtczian (ur. 9 sierpnia 1982 w Erywaniu) – ormiańska szachistka, arcymistrzyni od 1998, posiadaczka męskiego tytułu mistrza międzynarodowego od 2003 roku.

## Kariera szachowa
W 1997 r. zdobyła w Erywaniu tytuł wicemistrzyni świata juniorek do 16 lat. W 2001 r. zajęła V m. w rozegranych w Goa mistrzostwach świata juniorek do lat 20. Wystąpiła również w Moskwie na mistrzostwach świata systemem pucharowym, awansując do II rundy (w której uległa Jekaterinie Kowalewskiej). W 2002 r. osiągnęła duży sukces, zdobywając w Warnie tytuł wicemistrzyni Europy. W 2004 r. ponownie wystąpiła na mistrzostwach świata, awansując do rundy II (w której przegrała z Pią Cramling), natomiast w 2005 r. zdobyła tytuł mistrzyni Armenii. W 2006 r. po raz drugi w karierze zdobywała medal mistrzostwach Europy, zajmując w Kuşadası III miejsce oraz po raz trzeci wystąpiła w pucharowym turnieju o mistrzostwo świata, odpadając w I rundzie. W 2007 r. zwyciężyła (wspólnie z Natalią Zdebską) w rozegranym we Włodzimierzu memoriale Elizawiety Bykowej, natomiast w 2008 r. zajęła V w kolejnych mistrzostwach Europy. Również w 2008 r. po raz czwarty wystąpiła turnieju o mistrzostwo świata, awansując do najlepszej ósemki turnieju (po zwycięstwach nad Evą Moser, Anną Gasik i Hariką Dronavalli w IV rundzie przegrała z Hou Yifan). Kolejny sukces odniosła w 2009 r. w Sankt Petersburgu, zdobywając tytuł wicemistrzyni Europy (w dogrywce o złoty medal przegrała z Tatianą Kosincewą). W 2013 r. zdobyła w Belgradzie brązowy medal indywidualnych mistrzostw Europy.
Wielokrotnie reprezentowała Armenię w turniejach drużynowych, m.in.:
- dziesięciokrotnie na olimpiadach szachowych (w latach 1996, 1998, 2000, 2002, 2004, 2006, 2008, 2010, 2012, 2014); medalistka: indywidualnie – brązowa (2008 – na II szachownicy)[10],
- czterokrotnie na drużynowych mistrzostwach świata (w latach 2007, 2009, 2011, 2015); medalistka: indywidualnie – srebrna (2009 – na II szachownicy)[11],
- ośmiokrotnie na drużynowych mistrzostwach Europy (w latach 1997, 1999, 2003, 2005, 2007, 2009, 2011, 2013); czterokrotna medalistka: wspólnie z drużyną – złota (2003) i brązowa (2007) oraz indywidualnie – dwukrotnie srebrna (2009 – na II szachownicy, 2013 – na II szachownicy)[12].

Jest pierwszą w historii ormiańską szachistką, która przekroczyła granicę 2500 punktów rankingowych. Najwyższy ranking w dotychczasowej karierze osiągnęła 1 stycznia 2009 r., z wynikiem 2503 zajmowała wówczas 16. miejsce na światowej liście FIDE.